# Episodi di The Glades (quarta stagione)
La quarta e ultima stagione della serie televisiva The Glades, composta da tredici episodi, è stata trasmessa in prima visione negli Stati Uniti d'America dal canale via cavo A&E Network dal 27 maggio al 26 agosto 2013.
In Italia la stagione è stata trasmessa in prima visione assoluta sul canale satellitare Fox dal 14 maggio al 23 luglio 2014.
| nº | Titolo originale            | Titolo italiano          | Prima TV USA   | Prima TV Italia |
| -- | --------------------------- | ------------------------ | -------------- | --------------- |
| 1  | Yankee Dan                  | Voci dall'oltretomba     | 27 maggio 2013 | 14 maggio 2014  |
| 2  | Shot Girls                  | Inganni                  | 3 giugno 2013  | 21 maggio 2014  |
| 3  | Killer Barbecue             | La gara di barbecue      | 10 giugno 2013 | 28 maggio 2014  |
| 4  | Magic Longworth             | Lo spogliarellista       | 17 giugno 2013 | 4 giugno 2014   |
| 5  | Apocalypse Now              | La corsa degli zombie    | 24 giugno 2013 | 11 giugno 2014  |
| 6  | Glade-iators!               | Le gladiatrici           | 1º luglio 2013 | 18 giugno 2014  |
| 7  | Gypsies, Tramps and Thieves | Zingari, squillo e ladri | 8 luglio 2013  | 25 giugno 2014  |
| 8  | Three's Company             | Uno di troppo            | 15 luglio 2013 | 2 luglio 2014   |
| 9  | Fast Ball                   | Ping Pong Kamikaze       | 29 luglio 2013 | 2 luglio 2014   |
| 10 | Gallerinas                  | Collezione mortale       | 5 agosto 2013  | 9 luglio 2014   |
| 11 | Civil War                   | Guerra civile            | 12 agosto 2013 | 9 luglio 2014   |
| 12 | Happy Trails                | Il west selvaggio        | 19 agosto 2013 | 16 luglio 2014  |
| 13 | Tin Cup                     | La casa dei sogni        | 26 agosto 2013 | 23 luglio 2014  |